# Свети Маврикије
Свети Маврикије (или Мауриције, од латинског maurus - Мавар, тамнокожац) је био заповедник легендарне тебанске легије у 3. веку. 

## Легенда
Маврикије је био пореклом Копт, и служио је као легионар у римској легији у гарнизону у Теби. Маврикијева легија, која је бројала око 6.600 војника, углавном хришћана, је послата из Тебе (Африка) у Галију (Европа) као појачање цару Максимијану да у угуши побуну која је тамо избила. Легијом су током марша командовали Маврикије, Кандидус, Иноћент и Ексуперије, који су сви касније проглашени за свеце. Међутим, када су стигли у Агаунум, цар Максимијан им је наредио да нападну тамошње хришћане, а они су одбили да изврше наређење. Маврикије је том приликом одржао своју беседу:
Царе, ми смо твоји војници али смо такође војници истинског Бога. Ми ти дугујемо послушност у свим стварима које нису против његовог закона. Радо ћемо се супротставити твојим непријатељима, ко год били, али не можемо окаљати своје руке крвљу невиних људи. Пре заклетве теби, положили смо заклетву Богу. Ни ти не би могао имати поверења у нас ако бисмо због друге заклетве погазили прву. И имај на уму, ми имамо оружје у рукама, али ћемо радије умрети невини него живети са грехом.
Максимијан је тада наредио да читаву легију казне децимацијом и сваки десети војник је посечен мачем. Након извршења казне, проређена тебанска легија, охрабрена Маврикијем, је поново одбила да изврши наређење. Уследила је и друга децимација. Као одговор на њихово одбијање да употребе насиље против браће хришћана, Максимијан је наредио да се погубе сви преостали легионари (њих око 6.000). Маврикије и његови војници су убијени 287. године. Место у Швајцарској где се ово десило, некада римски Агаунум, данас се зове Saint Maurice (близу Женеве).
Најранији спомен овог догађаја налазимо у писму Евхерија (380–449) лионског епископа, који је живео 150 година касније. Према другој верзији, војници су погубљени јер су одбили да принесе жртву идолима, а постоји и верзија према којој су убијени само зато што су хришћани. Многи оспоравају ову легенду због неких историјских чињеница које се не уклапају.
Свети Мауриције се сматра свецем заштитиником многих места у Швајцарској, Немачкој и Француској, а између осталог и ватиканске Швајцарске гарде. Српска православна црква слави светог Маврикија и седамдесет војника 22. фебруара по јулијанском, а 7. марта по грегоријанском календару. 